# Degelo Architekten
Degelo Architekten ist ein 2005 von dem Architekten Heinrich Degelo gegründetes Schweizer Architekturbüro.

## Geschichte

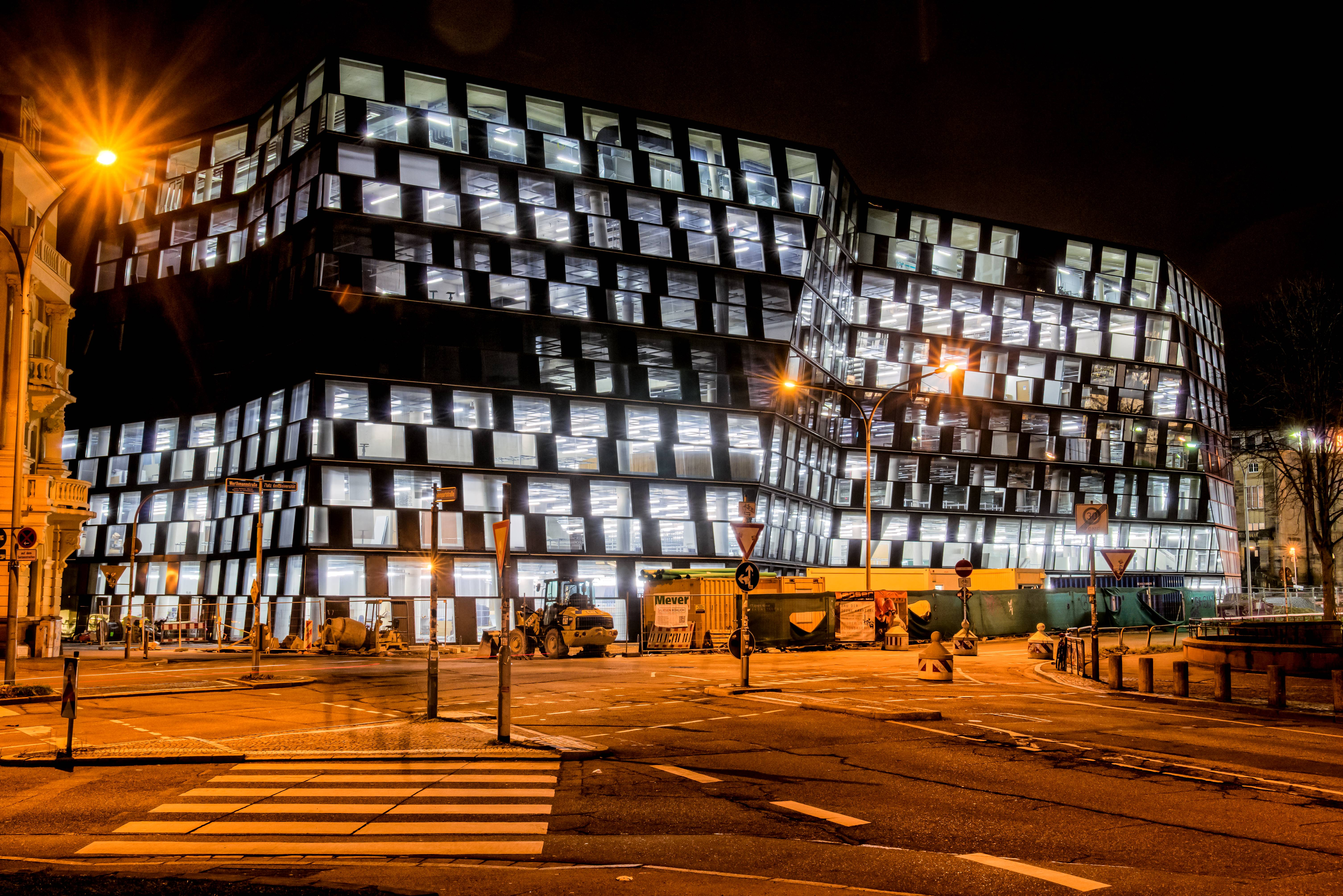
Unibibliothek, Freiburg, 2008–2015

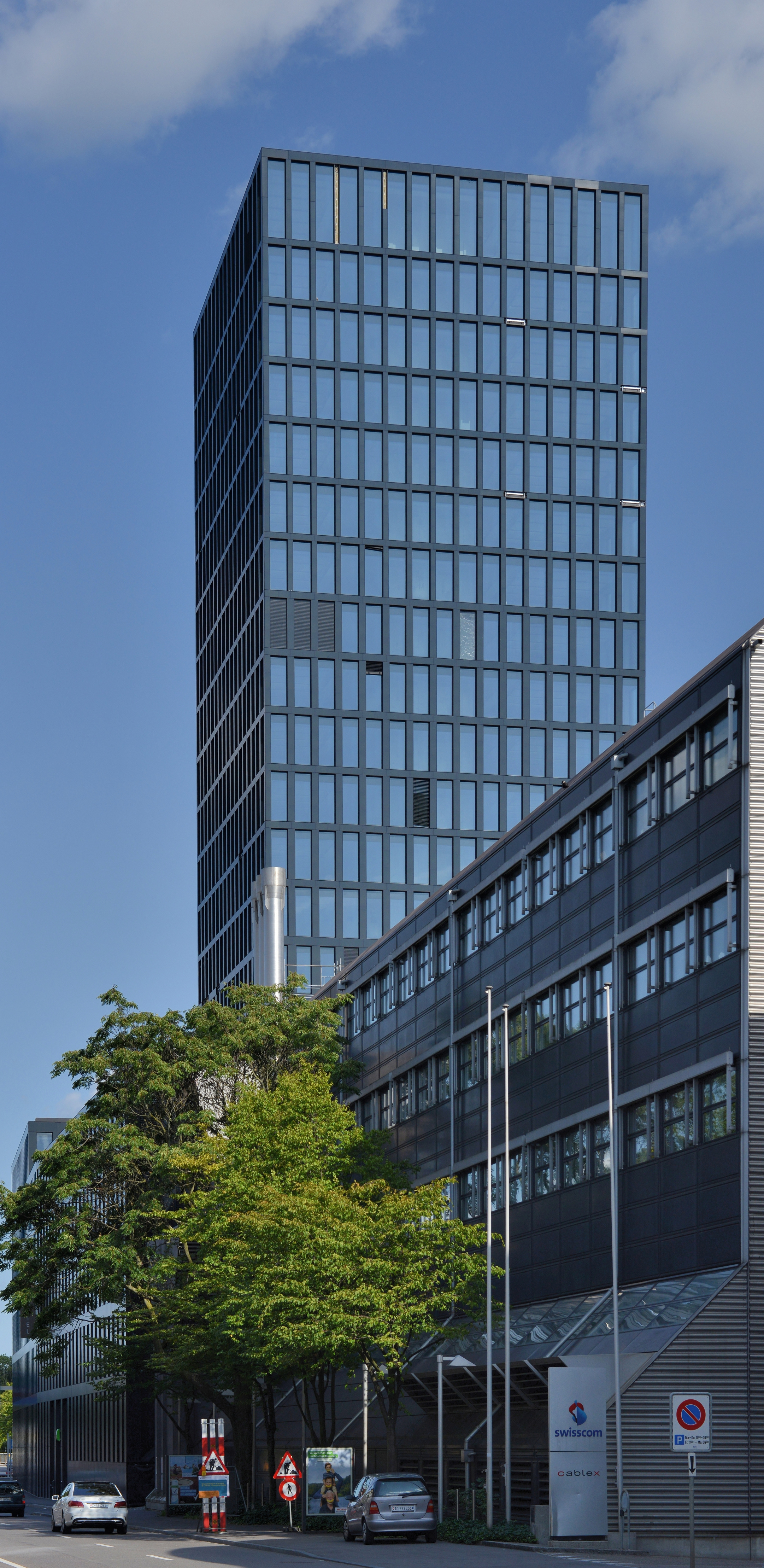
Grosspeter Tower, Basel, 2014–2016

Nach der Auflösung der Gesellschaft Morger & Degelo am 25. Juni 2005 wurde das Architekturbüro Degelo Architekten unter der Leitung von Heinrich Degelo gegründet. In den Jahren darauf folgten Wohnungsbauten sowie 2008 der Start des Umbaus der Universitätsbibliothek Freiburg für 53 Mio. Euro in der Innenstadt von Freiburg im Breisgau. Diese nahm am 21. Juli 2015 mit fast 2 Jahren Verzögerung ihren Probebetrieb auf.
Ab 2014 sollte der von Degelo Architekten entworfene Grosspeter Tower in Basel für 80 Mio. Schweizer Franken gebaut werden. Im August 2014 wurde bekannt, dass für die weitere Entwurfsplanung nicht mehr Degelo Architekten verantwortlich sind, sondern die Architekten Burckhardt und Partner.
Von 2016 bis 2018 wurde die Sanierung der St. Jakobshalle in Basel für etwa 107 Mio. Schweizer Franken ausgeführt. Der Projektwettbewerb für die Sanierung und Modernisierung  wurde von dem Generalplanerteam bestehend aus der Degelo Architekten AG und der Berrel Berrel Kräutler AG im Juni 2013 gewonnen.
Die Bestplatzierung von Degelo Architekten in der Top100-Liste von Baunetz lag im Jahr 2013 bei Rang 84.

## Auszeichnungen (Auswahl)
- 2008: Best Architects 09 für das Atelierhaus Büsserach[11]
- 2010: Auszeichnung gute Bauten für das Wohn- und Atelierhaus Büsserach[12]
- 2011: best architects 12 award für die Erweiterung Kongresszentrum Davos[13]
- 2017: Hugo-Häring-Auszeichnung für die Universitätsbibliothek Freiburg[14]

## Entwürfe & Bauwerke (Auswahl)
- 2006–2007: Wohn- und Atelierhaus Büsserach
- 2014–2018: St. Jakobshalle
- 2014–2016: Grosspeter Tower
- 2008–2015: Universitätsbibliothek Freiburg
- 2009–2010: Erweiterung Kongresszentrum Davos mit Ingenieur Joseph Schwartz[15]